# Tác ý

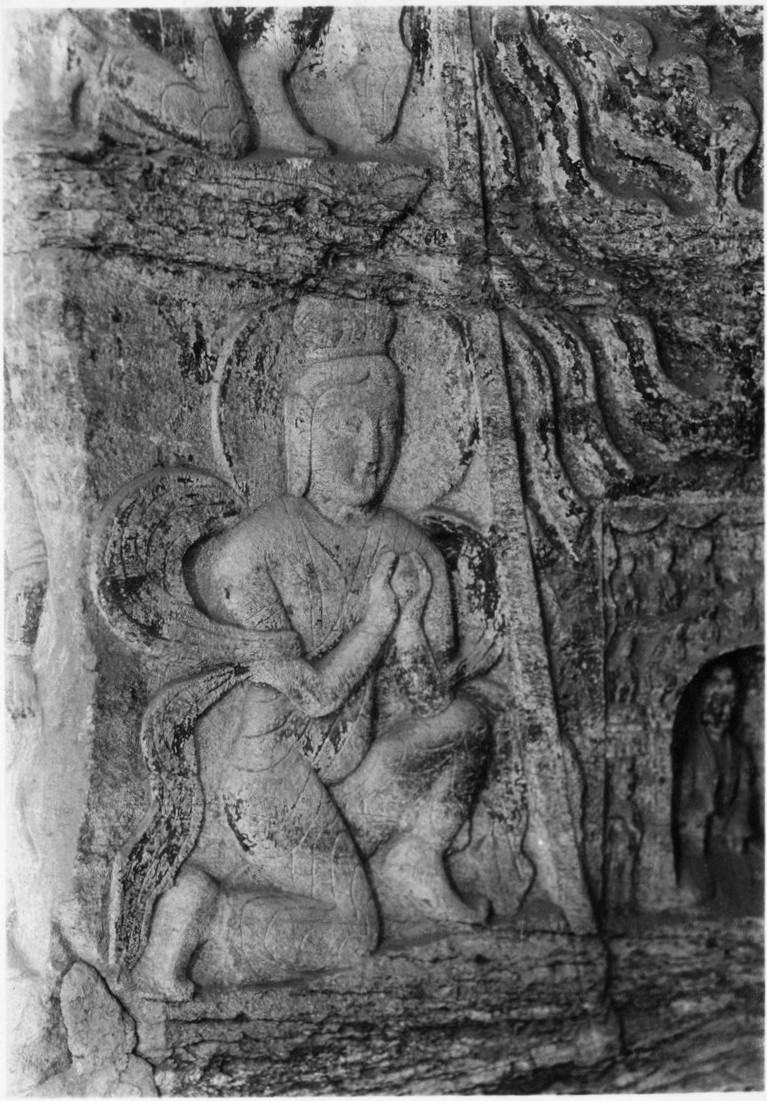
Điêu khắc về trạng thái tác ý

Tác ý (tiếng Phạn: Manasikāra; tiếng Trung: 作意; tiếng Tây Tạng: Yid la byed pa hay là Yid byed) là một thuật ngữ trong Phật giáo chỉ về ý muốn, ý định, chủ ý, chủ tâm, tâm tư, tư tâm sở, hoặc ý chí thúc đẩy hành động, được định nghĩa là quá trình tâm trí tập trung vào một đối tượng, được coi là một trong những tâm sở (các yếu tố tâm lý) luôn đồng hành với mọi tâm vương (ý thức), là cảm giác thôi thúc mạnh mẽ sinh khởi trong nội tâm. Vai trò chính của tác ý là thúc đẩy, điều khiển và phối hợp các tâm sở đồng sinh khác cùng hoạt động hướng đến một đối tượng nhất định, là yếu tố bên trong khiến bản thân muốn làm điều gì đó, nói điều gì đó, hoặc hướng suy nghĩ khôn nguôi về một điều gì đó. 
Theo sách Atthasālinī (quyền I, Phần IV, Chương 1, trang 133) và cuốn Visuddhimagga (chương XIV, trang 152) định nghĩa về tác ý (Manasikāra) mang đặc điểm là dẫn dắt các trạng thái liên quan đến đối tượng, chức năng kết nối (liên kết) các trạng thái liên quan nhắm đến đối tượng, biểu hiện của việc đối mặt với đối tượng và được bao hàm trong Saṅkhārakkhandha, và nên được coi là người đánh xe ngựa của các trạng thái liên quan vì nó điều chỉnh đối tượng. Thuật ngữ thường được dịch là "ý chí", "ý định", "hướng đi", là một yếu tố tinh thần thúc đẩy hoặc thôi thúc tâm trí theo một định hướng cụ thể, hướng tới một đối tượng hoặc mục tiêu cụ thể, là yếu tố tinh thần liên quan đến việc hiện thực hóa một mục tiêu, tức là khía cạnh ý chí hoặc ý muốn của nhận thức. Do đó, nó được gọi là ý chí. Đặc điểm của tác ý là trạng thái ý chí, chức năng của tác ý là tích lũy (nghiệp), và biểu hiện của tác ý là sự phối hợp. Nguyên nhân gần nhất của tác ý là các trạng thái liên quan, vì vậy khi ý chí bắt đầu tác động lên đối tượng của nó, nó cũng thiết lập các trạng thái liên quan để thực hiện nhiệm vụ của chúng. Tác ý là yếu tố tinh thần quan trọng nhất trong việc tạo ra nghiệp, vì chính ý chí quyết định phẩm chất đạo đức của hành động.